# Memorial de Blackstone
O Memorial de Blackstone foi uma petição escrita em 1891 pelo sionista cristão estadunidense William Eugene Blackstone defendendo a entrega da Palestina aos judeus. Foi assinado por muitos cidadãos importantes e apresentado ao presidente Benjamin Harrison. 

## História
O Memorial foi motivado pela preocupação com a situação na Rússia, onde os judeus estavam sendo assassinados nos pogroms incitados pelo governo. Blackstone argumentou que seria insensato politicamente pedir ao governo russo que desistisse: "O que será feito com os judeus russos? É insensato e inútil assumir a responsabilidade de ditar à Rússia sobre seus assuntos internos." Mas assumiu que eles não seriam bem-vindos nos países ocidentais: "Para onde irão 2.000.000 dessas pessoas pobres? A Europa está lotada e não tem espaço para mais camponeses. Eles virão para a América? Isso será uma despesa tremenda e levará anos."  Havia uma solução:
"Por que não devolver-lhes a Palestina? Seguindo a distribuição de nações por Deus, aquela é a sua casa, uma posse inalienável da qual foram expulsos à força." 
"Por que os poderes que, sob o tratado de Berlim, em 1878, deram a Bulgária aos búlgaros e a Sérvia aos sérvios não devem agora devolver a Palestina aos judeus? Essas províncias, assim como a Romênia, Montenegro e Grécia, foram arrancadas dos turcos e dadas aos seus donos naturais. A Palestina não pertence legitimamente aos judeus?" 
A petição do Memorial foi distribuída em cinco grandes cidades: Boston, Baltimore, Filadélfia, Nova York e Chicago . Foi assinada por 431 cidadãos proeminentes dessas cidades: os financistas John D. Rockefeller e J. P. Morgan, o futuro presidente William McKinley e o presidente do Supremo Tribunal Melville Fuller; vários membros do Congresso; os editores de todos os principais jornais dessas cinco cidades, incluindo os ainda existentes The Boston Globe, The New York Times, Chicago Tribune, The Philadelphia Inquirer e The Washington Post; e uma longa lista de presidentes de universidades e seminários, prefeitos e empresários importantes. O Memorial foi entregue ao Presidente Harrison mas teve pouco resultado.
O Memorial de Blackstone foi entregue aos arquivos do Departamento de Estado para guarda segura, mas desde então, ele se perdeu. Todo o conhecimento sobre o documento vem de reportagens de jornais da época e das biografias das principais pessoas envolvidas. Uma cópia pode ser encontrada nos arquivos Blackstone no Billy Graham Center, no campus do Wheaton College.
Em 16 de maio de 1916, Nathan Straus, a pedido de Louis Brandeis (mais tarde juiz da Suprema Corte) escreveu ao Rev. Blackstone. "O senhor Brandeis está completamente apaixonado pelo trabalho que você fez na linha do sionismo. Teria feito bem ao seu coração ouvi-lo afirmar quão valiosa é a contribuição do seu documento para a causa. Na verdade, ele concorda comigo que você é o pai do sionismo, pois seu trabalho é anterior ao de Herzl ".

## Segundo Memorial
Após o contato inicial, Brandeis pediu a Blackstone que preparasse um segundo Memorial para ser apresentado ao Presidente Woodrow Wilson. O objetivo desse segundo documento era influenciar o presidente Wilson a apoiar a Declaração Balfour, que estava em desenvolvimento.  Blackstone, então com 75 anos de idade, assumiu a missão com energia. De importância central para o segundo Memorial foi o fato de Blackstone ter obtido o apoio da Igreja Presbiteriana e da maior parte do movimento protestante americano. O presidente Wilson era um presbiteriano profundamente religioso. Em maio de 1917, o segundo Memorial foi apresentado de forma privada ao Presidente Wilson. O documento influenciou fortemente o presidente Wilson a deixar o governo britânico de Lloyd George saber da simpatia americana em favor da Declaração de Balfour. O segundo Memorial de Blackstone jamais foi tornado público. 